# Салета, Пшемыслав
 Пшемыслав Салета (пол. Przemyslaw Saleta; 7 марта 1968, Вроцлав, Польша) — польский боксёр-профессионал, выступающий в тяжёлой весовой категории.
Чемпион Европы по версии EBU в тяжёлом весе (2002). Чемпион штата Флорида в тяжёлом весе (1992—1993).

## Биография

### Кикбоксинг
Чемпионат мира (1990)
Чемпионат Европы (1990)

### Профессиональный бокс

#### Бой с Анджеем Голотой
В феврале 2013 года Голота встретился с бывшим чемпионом Европы Пшемыславом Салетой. В интересном бою Салета победил нокаутом в шестом раунде, на момент остановки боя Голота вёл на картах 2 судей, а на карте 3 судьи была ничья.

### ММА
В 2007 году подписал контракт с организацией Смешанных боевых искусств. Провел два боя — первый проиграл Мартину Малхасяну, во втором победил Марцина Наймана.